# Santiago Mederos
Santiago Nicolás Mederos Pascal (Montevideo, Uruguay, 16 de enero de 1998) es un futbolista profesional uruguayo que juega como mediocampista en Deportes La Serena de la Primera B de Chile.

## Trayectoria
Santiago Mederos egresó de la academia juvenil de Danubio. Su debut profesional con el club fue el 3 de marzo de 2019, en la victoria 1-0 contra Cerro, en el marco de la Primera División de Uruguay. Anotó su primer gol el 15 de septiembre de 2019 en la derrota por 1-2 contra Cerro Largo.
Tras su salida de Danubio en agosto de 2021, tuvo un breve paso por el Liverpool FC. Posteriormente emigraría a Plaza Colonia, donde mantendría un rendimiento bastante regular.
El 4 de enero de 2023, fue anunciado como nuevo refuerzo de Deportes La Serena de la Primera B de Chile.

## Selección nacional
Santiago Mederos fue parte de la nómina de la selección uruguaya, que participó en el Campeonato Sudamericano de Fútbol Sub-17 de 2015,que se disputó en Paraguay.

## Estadísticas
| Club                    | División      | Temporada     | Liga  | Liga  | Copas nacionales | Copas nacionales | Torneos internacionales | Torneos internacionales | Total | Total | Media goleadora |
| Club                    | División      | Temporada     | Part. | Goles | Part.            | Goles            | Part.                   | Goles                   | Part. | Goles | Media goleadora |
| ----------------------- | ------------- | ------------- | ----- | ----- | ---------------- | ---------------- | ----------------------- | ----------------------- | ----- | ----- | --------------- |
| Danubio · Uruguay       | 1.ª           | 2019          | 30    | 2     | —                | —                | —                       | —                       | 30    | 2     | 0.07            |
| Danubio · Uruguay       | 1.ª           | 2020          | 28    | 4     | —                | —                | —                       | —                       | 28    | 4     | 0.14            |
| Danubio · Uruguay       | 2.ª           | 2021          | 4     | 0     | —                | —                | —                       | —                       | 4     | 0     | 0.00            |
| Danubio · Uruguay       | Total club    | Total club    | 62    | 6     | 0                | 0                | 0                       | 0                       | 62    | 6     | 0.1             |
| Liverpool FC · Uruguay  | 1.ª           | 2021          | 6     | 0     | —                | —                | —                       | —                       | 6     | 0     | 0.00            |
| Liverpool FC · Uruguay  | Total club    | Total club    | 6     | 0     | 0                | 0                | 0                       | 0                       | 6     | 0     | 0.00            |
| Plaza Colonia · Uruguay | 1.ª           | 2022          | 27    | 3     | 3                | 0                | —                       | —                       | 30    | 3     | 0.1             |
| Plaza Colonia · Uruguay | Total club    | Total club    | 27    | 3     | 3                | 0                | 0                       | 0                       | 30    | 3     | 0.1             |
| Total carrera           | Total carrera | Total carrera | 95    | 9     | 3                | 0                | 0                       | 0                       | 98    | 9     | 0.09            |
| 1.                      |               |               |       |       |                  |                  |                         |                         |       |       |                 |